# Coule la Seine
Coule la Seine est un recueil de trois nouvelles de Fred Vargas illustré par Baudoin, qui a également travaillé en collaboration avec cet auteur sur Les Quatre Fleuves. 
Le recueil comprend :
- Salut et Liberté, initialement publié en 1997 dans Le Monde.
- La Nuit des brutes, initialement publié en 1999 dans Contes noirs de fin de siècle.
- Cinq francs pièce, initialement publié en 2000 dans Des mots pour la vie — Le Secours populaire français.

Dans ces trois enquêtes apparaissent le commissaire Jean-Baptiste Adamsberg, toujours aussi rêveur, et son adjoint Danglard, qui continue de siroter son vin blanc.

## Salut et Liberté
Vasco, tailleur de profession sans travail et clochard, a élu domicile sur le banc face au commissariat du Ve arrondissement de Paris : il y passe ses journées à viser un réverbère en crachant des noyaux d'olives et à observer ceux qui se rendent dans l'édifice. 
Adrien Danglard, adjoint du commissaire Adamsberg, estime qu'il conviendrait de chasser « ce vieux » qui l'incommode, bien qu'il ne puisse s'empêcher de lui donner une pièce chaque jour. Son patron, quant à lui, ne considère pas que la présence de Vasco constitue un problème et s'y intéresse même particulièrement, sans être en mesure d'expliquer pourquoi.
Lorsque Adamsberg reçoit une lettre anonyme revendiquant un meurtre, il fait un lien entre le vieux tailleur et le courrier, agaçant prodigieusement Danglard qui ne voit là que deux banalités à ignorer.
Le commissaire mène donc son enquête comme à l'ordinaire, en rêvant, amusé par ces lettres qu'il se prend à attendre avec impatience.

## La Nuit des brutes
La nuit des brutes n'est autre, pour le commissaire Adamsberg, que celle de Noël. Alors qu'il réveillonne en compagnie d'un collègue de service, il prévoit pour les jours à venir la découverte d'un crime, ce qui ne manque pas d'arriver.
L'enquête est menée rapidement et, grâce à l'aide imprévue d'un homme en salle de dégrisement, l'assassin est vite trouvé.

## Cinq francs pièce
Adamsberg a affaire à un homme de la rue qui n'a pour compagnon que « Martin », un chariot de supermarché dans lequel il transporte un chargement d'éponges trouvées au rebut et qu'il s'efforce de vendre, cinq francs pièce.
Alors qu'il se couche sur une bouche de métro pour y passer la nuit, il assiste à une tentative d'assassinat sur une femme en manteau de fourrure blanche. L'affaire est d'importance, car cette femme fait partie du ministère de l'Intérieur... mais il ne l'entend pas de cette oreille et préfère se taire, tandis qu'on presse Adamsberg d'obtenir des résultats, vite. 
Cette nouvelle a été adaptée en bande dessinée par Baudoin sous le titre Le Marchand d'éponges. Le texte est identique à celui de la nouvelle à ceci près que chaque éponge ne coûte plus cinq francs pièce mais un euro. 

## Éditions
Édition imprimée originale
- Fred Vargas (ill. Baudoin), Coule la Seine, Paris, éd. Viviane Hamy, coll. « Chemins nocturnes », 6 novembre 2002, 114 p., 20 cm (ISBN 2-87858-166-0, BNF 38931249)

Édition en gros caractères
- Fred Vargas (ill. Baudoin), Coule la Seine, Versailles, éd. Feryane, coll. « Policier », 2003, 189 p., 22 cm (ISBN 2-84011-532-8, BNF 39033701)

Édition au format de poche
- Fred Vargas (ill. Baudoin), Coule la Seine, Paris, éd. J'ai lu, coll. « J'ai lu. Policier » (no 6994), 5 mai 2004, 122 p., 18 cm (ISBN 2-290-33797-8, BNF 39189013)

Livre audio
- Fred Vargas, Coule la Seine, Paris, éd. Audiolib, 13 mai 2015 (ISBN 978-2-35641-854-8)Narrateur : Jacques Frantz ; support : 1 disque compact audio MP3 ; durée : 2 h 55 min environ ; référence éditeur : n. c. La notice BnF n'est pas encore en ligne.